# برايان ميرفي (لاعب هوكي الجليد)
برايان ميرفي هو لاعب هوكي الجليد كندي، ولد في 20 أغسطس 1947 في تورونتو في كندا.

## وصلات خارجية
- برايان ميرفي على موقع دوري الهوكي الوطني (الإنجليزية)
- برايان ميرفي على موقع قاعة مشاهير الهوكي (لاعب أن.إتش.أل) (الإنجليزية)
- برايان ميرفي على موقع EliteProspects.com (الإنجليزية)
- برايان ميرفي على موقع HockeyDB.com (الإنجليزية)
- برايان ميرفي على موقع Hockey-Reference.com (الإنجليزية)